# Vîcivka, Zaricine
Vîcivka (în ucraineană Вичівка) este localitatea de reședință a comunei Vîcivka din raionul Zaricine, regiunea Rivne, Ucraina.

## Demografie
Componența lingvistică a localității Vîcivka
     Ucraineană (99,41%)
     Alte limbi (0,59%)
Conform recensământului din 2001, majoritatea populației localității Vîcivka era vorbitoare de ucraineană (99,41%), existând în minoritate și vorbitori de alte limbi.